# Motorkontrollleuchte

Motorkontrollleuchte im Kombiinstrument

Die Motorkontrollleuchte, englisch Malfunction Indicator Light (MIL), ist Teil der anfangs in Kalifornien und inzwischen auch in anderen Staaten und Ländern geforderten On-Board-Diagnose bei Kraftfahrzeugen. Es handelt sich dabei um eine Kontrolllampe im Kombiinstrument. Typischerweise ist die MIL durch einen stilisierten Motor gekennzeichnet.

## Zweck
Wenn die On-Board-Diagnose einen emissionsrelevanten, also abgasrelevanten Fehler detektiert hat, wird der Fahrer durch Aufleuchten oder Blinken der Kontrollleuchte zum Aufsuchen der Werkstatt aufgefordert, um Fahrzeug oder Umwelt nicht unnötig zu gefährden.
| MIL                     | Bedeutung |
| ----------------------- | --- |
| Kurzzeitiges Aufblinken | Ein temporärer Fehler wurde erkannt. Der Fehler bedarf aber keiner weiteren Aufmerksamkeit, da er nicht dauerhaft vorliegt                                                                                            |
| Dauerhaftes Leuchten    | Ein Fehler ist aufgetreten und sollte demnächst (in einer Werkstatt) behoben werden. Es besteht keine unmittelbare Gefahr für Fahrzeug und Umwelt                                                                     |
| Schnell blinkend        | Ein schwerwiegender Fehler ist aufgetreten. Das Fahrzeug sollte umgehend repariert werden, um Folgeschäden zu vermeiden. Geschwindigkeit und Belastung (Beschleunigung) stark reduzieren – am besten Motor abstellen. |

## Gesetzliche Anforderungen
Wann und bei welchen Fehlern die Motorkontrollleuchte aufzuleuchten hat, wird in den gesetzlichen Regelungen zur On-Board-Diagnose festgesetzt. Dazu gehört auch ein Funktionstest: beim Motorstart muss sie kurzzeitig aufleuchten. Passiert das nicht, ist ein Werkstattbesuch erforderlich. In Staaten mit besonders restriktiver Umweltgesetzgebung (wie Kalifornien) kommt es auch vor, dass Polizisten bei Fahrzeugkontrollen die Motorkontrollleuchte überprüfen, da nach deren Aufleuchten nur noch ein Weiterfahren bis zur nächsten Werkstatt erlaubt ist.

## Abschaltung
Bei sporadischen Fehlern (z. B. Wackelkontakt) kann die Motorkontrollleuchte nach Verschwinden des Fehlers oder nach dem nächsten Motorstart erlöschen. Ansonsten kann das nur durch Auslesen und Löschen des Fehlerspeichers in der Werkstatt erfolgen.